# Червонополянська сільська рада (Добровеличківський район)
| Червонополянська сільська рада — колишній орган місцевого самоврядування у Добровеличківському районі Кіровоградської області з адміністративним центром у с. Червона Поляна. Сільській раді підпорядковані населені пункти: - с. Червона Поляна - с. Микільське - с. Якимівка |

## Склад ради
Рада складається з 16 депутатів та голови.

### Керівний склад ради
| ПІБ                      | Основні відомості                                                                      | Дата обрання | Дата звільнення |
| ------------------------ | -------------------------------------------------------------------------------------- | ------------ | --------------- |
| Павленко Ольга Романівна | Сільський голова, 1960 року народження, освіта, Всеукраїнське об'єднання 'Батьківщина' | 26.03.2006   | 31.10.2010      |
| Павленко Ольга Романівна | Сільський голова, 1960 року народження, освіта вища, позапартійна                      | 31.10.2010   |                 |

Примітка: таблиця складена за даними джерела

## Населення
За переписом населення України 2001 року в сільській раді мешкали 772 особи.

### Мова
Розподіл населення за рідною мовою за даними перепису 2001 року:
| Мова       | Відсоток |
| ---------- | -------- |
| українська | 93,92 %  |
| російська  | 5,30 %   |
| білоруська | 0,39 %   |
| молдовська | 0,26 %   |